# Juan Carlos Llorente
Pour les articles homonymes, voir Llorente.
Juan Carlos Llorente Capote (né le 24 février 1969 à Cruces, province de Cienfuegos) est un footballeur cubain, reconverti en entraîneur, qui évoluait au poste de défenseur.

## Biographie

### Carrière en club
Juan Carlos Llorente fait ses débuts dans le championnat de Cuba en 1986 au sein du club de sa province natale, le FC Cienfuegos. Il y sera sacré champion de Cuba en 1990-91 – et nommé en prime meilleur latéral droit du championnat – puis vice-champion en  1996.

### Carrière en sélection
Appelé par le sélectionneur William Bennett afin de jouer le tour préliminaire de la Gold Cup 1998 (organisée aux États-Unis), c'est naturellement qu'il fait partie de la liste finale des convoqués pour ce tournoi dont il dispute deux rencontres, face au pays hôte et au Costa Rica, matchs qui se soldent par autant de défaites (0-3 et 2-7 respectivement).

### Carrière d'entraîneur
Sa carrière de joueur terminée, il devient préparateur physique du FC Cienfuegos, avant d'en être promu entraîneur lors de la saison 2009-10.

## Palmarès

### En club
- FC Cienfuegos
  - Champion de Cuba en 1990–91.
  - Vice-champion en 1996.